# Georges Cirot
Georges Eugène Alfred Cirot  (* 25. Februar 1870 in Neuilly-sur-Seine; † 27. November 1946 in Bordeaux) war ein französischer Historiker,  Romanist, Hispanist  und Literaturwissenschaftler.

## Leben
Cirot studierte ab 1891 bei Ferdinand Brunot und Alfred Morel-Fatio an der École normale supérieure von Paris (ENS). Er lehrte ab 1896 an der Universität Bordeaux, ab 1898 Hispanistik. Im gleichen Jahr begründete er zusammen mit Ernest Mérimée und  Alfred Morel-Fatio die Zeitschrift Bulletin hispanique, in der er zeitlebens publizierte. Er  habilitierte sich 1904 an der Sorbonne mit den beiden Thèses Mariana historien und Les histoires générales d’Espagne entre Alphonse X et Philippe II. 1284–1556. Cirot war von 1906 bis 1937 ordentlicher Professor für Hispanistik (und zuletzt Dekan) an der Universität Bordeaux.

## Schriften (Auswahl)
- als Herausgeber: Chronique latine des rois de Castille jusqu'en 1236. Feret, Bordeaux 1913.
- Les Juifs de Bordeaux, leur situation morale et sociale de 1550 à la Révolution. Band 1. Feret, Bordeaux 1920, (Sammlung von Aufsätzen, die 1909–1919 in „Revue historique de Bordeaux et du Département de la Gironde“, ISSN 0242-6838, erschienen waren; Digitalisat).
- als Herausgeber: La vida de la Madre Teresa de Jesus escrita de su misma mano (= Bibliotheca Romanica. Biblioteca Espanola. 291/294, 306/307, 310/311, ZDB-ID 416856-2). 3 Bände. Heitz u. a., Straßburg u. a. 1924–1929.
- mit Michel Darbord: Littérature espagnole européenne (= Collection Armand Colin. Section de Langues et Littératures. Nr. 309, ISSN 1248-9492). Armand Colin, Paris 1956.